# 今井時郎
今井 時郎（いまい ときお、1889年2月10日 - 1972年4月11日）は、日本の社会学者。東京帝国大学教授。
1913年東京帝大哲学科社会学専修卒。1917年ロシアのペトログラードに留学し、米国を経て1920年帰国。同年9月東京帝大助教授として社会学を講じる。1941年より東京市の教育局長などの要職に就くも、終戦後1948年から3年半余りの間、公職追放となる。東京学芸大学、大正大学、淑徳大学にて教鞭を執る。

## 略年譜
| 1889 | 明治22年 | 2月10日 | 秋田県尋常師範学校教諭父彦三郎、母つなの長男として秋田県において出生 |
| 1910 | 明治43年 | 7月     | 第一高等学校文科卒業                                                 |
| 1913 | 大正2年  | 7月     | 東京帝国大学文科大学哲学科（社会学専修）卒業                         |
|      |          |         | 後大学院進学                                                         |
| 1917 | 大正6年  | 3月18日 | 文部省外国留学生（特派）としてロシアに留学                           |
| 1920 | 大正9年  | 8月7日  | アメリカを経て帰朝                                                   |
|      |          | 9月     | 東京帝国大学助教授（社会学第二講座担任）                             |
| 1941 | 昭和16年 | 9月     | 東京帝国大学教授、正四位勲四等受章                                   |
| 1941 |          | 9月     | 東京市教育局長（ - 1943年9月）                                       |
| 1944 | 昭和19年 | 4月     | 日本出版会理事（雑誌部長）                                           |
| 1945 | 昭和20年 | 10月    | 戦災援護会常務理事。                                                 |
|      |          | 4月     | 大日本教育会常務理事（ - 1946年5月）                                 |
| 1952 | 昭和27年 | 2月     | 東京学芸大学教授（ - 1956年3月）                                     |
| 1956 | 昭和31年 | 4月     | 大正大学教授（ - 1967年3月）                                         |
| 1966 | 昭和41年 | 4月     | 淑徳大学教授（ - 1969年3月）                                         |
| 1966 |          | 9月     | 淑徳大学学長（ - 1966年3月）                                         |
| 1972 | 昭和47年 | 4月11日 | 死去（享年83歳）、勲三等瑞宝章受章                                   |

## 著書
- 『革命及宣伝』近衛文麿共著 冬夏社、1922年。
- 『社会学大綱』巌松堂書店、1929年。
- 『社会誌学研究法』巌松堂書店〈露西亜社会誌 第1分冊〉、1929年。
- 『社会学概論』中和会事務所、1935年。
- 『群衆社会学』高陽書院、1937年。
- 『社会学の話』宝文館、1948年。
- 『社会学とは何か 社会と人間』松浦孝作、関敬吾共編 誠文堂新光社、1954年。

| スタブアイコン | サブスタブ | この項目は、まだ閲覧者の調べものの参照としては役立たない、人物に関連した書きかけの項目です。この項目を加筆・訂正などしてくださる協力者を求めています（P:人物伝/PJ:人物伝）。 |